# Црква Светог цара Константина и царице Јелене у Коретишту
Црква Светог цара Константина и царице Јелене је српска православна црква и налази се у Коретишту, у општини Гњилане, на Косову и Метохији, Србија. Грађена је у периоду од 1991. до 2004. године. Посвећена је Светом цару Константину и његовој мајци царици Јелени.

## Галерија
- Црква
- Црква
- Црква
- Црква
- Црква
- Звонара у порти цркве
- Црква
- Црква
- Црква
- Црква
- Звонара у порти цркве